# La Rue-Saint-Pierre, Oise

La Rue-Saint-Pierre este o comună în departamentul Oise, Franța. În 1 ianuarie 2022 avea o populație de 860 de locuitori.